# Thái Hòa, Cát An
Thái Hòa (chữ Hán giản thể:泰和县, âm Hán Việt: Thái Hòa huyện) là một huyện thuộc địa cấp thị Cát An, tỉnh Giang Tây, Cộng hòa Nhân dân Trung Hoa. Huyện này có diện tích 2666 ki-lô-mét vuông, dân số năm 2003 là 513.000 người, trong đó 99% là người Hán. Ngôn ngữ được sử dụng ở Thái Hòa là một phương ngữ tiếng Cám. Mã số bưu chính là 343700, mã vùng điện thoại là 0796. Chính quyền huyện đóng ở. 

## Hành chính
Thái Hòa được chia ra làm 22 đơn vị hành chính cấp hương, gồm 16 trấn và 6 hương. Ngoài ra huyện này còn quản lí 6 đơn vị tương đương cấp hương khác
- Trấn: Trừng Giang (澄江镇), Bích Khê (碧溪镇), Kiều Đầu (桥头镇), Hòa Thị (禾市镇), Loa Khê (螺溪镇), Tô Khê (苏溪镇), Mã Thị (马市镇), Đường Châu (塘洲镇), Quán Triều (冠朝镇), Sa Thôn (沙村镇), Lão Doanh Bàn (老营盘镇), Tiểu Long (小龙镇), Quán Khê (灌溪镇), Uyển Tiền (苑前镇), Vạn Hợp (万合镇), Duyên Khê (沿溪镇)
- Hương: Thạch Sơn (石山乡), Nam Khê (南溪乡), Thượng Mô (上模乡), Thủy Tra (水槎乡), Thượng Di (上圯乡), Trung Long (中龙乡)

Đơn vị ngang cấp hương khác
- Khu quản lí khu khoáng Tiểu Long (小龙矿区管委会)
- Khu khoáng 818 (八一八矿区)
- Sân bay Tỉnh Cương Sơn (井冈山机场)
- Khu công nghiệp huyện Thái Hòa (泰和县工业园区)
- Khu khai khẩn: Vũ Sơn (武山垦殖场), Tống Hợp (综合垦殖场)